# Ян Кіліан

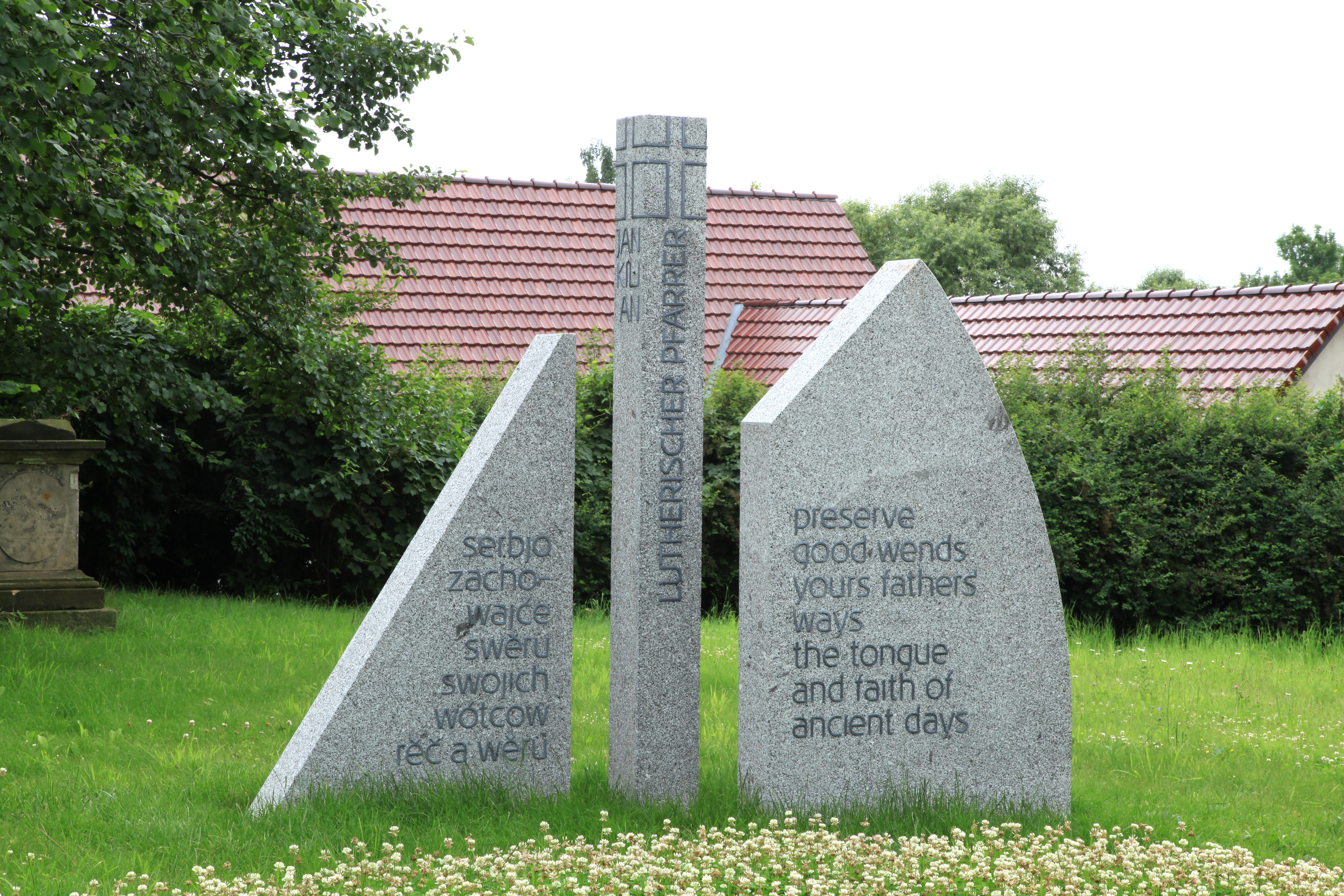
Пам'ятник Яну Кіліану біля лютеранської церкви в Вайсенберзі (Німеччина)

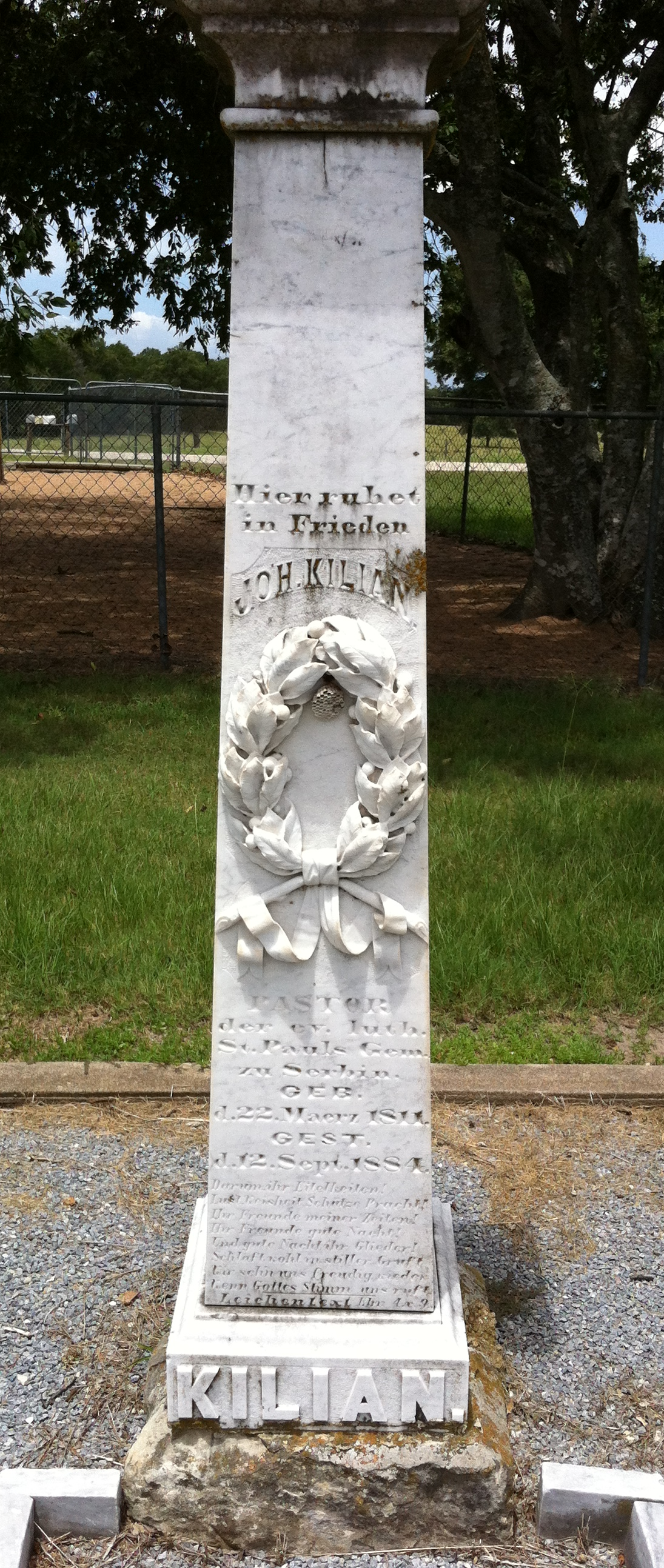
Надгробок у Сербіні, штат Техас

Ян Кіліан, англійський варіант — Джон Кіліан (в.-луж. Jan Kilian, англ. John Kilian, 22 березня 1811 року, село Деляни, поблизу Гохкірха, Німеччина — 12 вересня 1884 року, Сербін, Техас, США) — лютеранський пастор, під керівництвом якого група лужицьких емігрантів 1854 року прибула до США і заснувала в штаті Техас населений пункт Сербін.

## Життєпис
Народився 22 березня 1811 року в сім'ї Петра Кіліана і Марії з роду Матекец у селі Деляни, поблизу міста Гохкірх. У десятирічному віці втратив батька і був відданий на виховання своєму дядькові Яну Матейці в село Нечин. Середню освіту здобув у гімназіях в Рахлау і Бауцені, по закінченні яких вступив на теологічний факультет Лейпцизького університету. Від 1834 до 1837 року був пастором лютеранської парафії в Гохкірсі. Після смерті дядька став парохом у селі Котеци. Від 1848 року служив у Вайгерсдорфі, Східна Пруссія.
1854 року очолив групу лужичан з лютеранських парафій у Східній Пруссії, Саксонії у складі 558 осіб, які вирушили в США на кораблі «Ben Nevis» і заснували приблизно за 80 кілометрів на схід від Остіна лужицьку колонію. 25 березня 1854 року під його керівництвом засновано лютеранський прихід, який увійшов до складу лютеранського союзу «Лютеранська церква — Синод Міссурі», ставши першим лютеранським приходом на території Техасу. В кінці XIX століття Сербін, заснований першими колоністами-лужичанами, став «материнською» колонією для подальших емігрантів з Лужиці.

## Пам'ять
- Біля лютеранського приходу в Гохкірсі встановлено пам'ятник, присвячений Яну Кіліану.
- У техаському університеті «Concordia University Texas» є кампус, що носить ім'я Яна Кіліана.
- Його ім'ям названа одна з вулиць у селі Котеци, Верхня Лужиця.